# Рузиев, Бахриддин Муртазаевич
Бахриддин Муртазаевич Рузиев (узб. Bahriddin Murtazaevich Ro'ziev; род. 1949, Каршинский район, Кашкадарьинская область, Узбекская ССР, СССР) — узбекский государственный деятель. С июня 2002 по 12 декабря 2008 года хоким Навоийской области.

## Биография
Родился в 1949 году в поселке Чия Каршинского района Кашкадарьинской области.
Учился в Высшей комсомольской школе в Москве. Позже закончил Навоийский филиал Ташкентского политехнического института - факультет "Промышленно-гражданское строительство". Получил специальность инженера-строителя. Кандидат исторических наук.
Бахриддин Рузиев занимал посты первого секретаря областного комитета коммунистического союза молодёжи, был вторым секретарем городского комитета Навои, а также работал руководителем Облгаза.
До июня 2002 года являлся хокимом Канимехского района Навоийской области.
С июня 2002 по 12 декабря 2008 года хоким Навоийской области.